# Saint-Pierre-de-Lasserre
Pour les articles homonymes, voir Lasserre.
Saint-Pierre-de-Lasserre est une ancienne commune du département du Tarn, annexée en 1835 par Cadix.

## Démographie
Évolution démographique de la commune de Saint-Pierre-de-Lasserre classée par date de recensement de 1793 à 1831.
| 1793 | 1800 | 1806 | 1821 | 1831 |
| ---- | ---- | ---- | ---- | ---- |
| 123  | 102  | 115  | 118  | 122  |

Source : Des villages Cassini aux communes d'aujourd'hui.

## Histoire
Appelée Saint Pierre de Lasere (1793) puis Saint-Pierre-de-la-Serre (1801), elle fait partie du canton de Valence.
En 1835, la commune de Saint-Pierre-de-Lasserre est absorbée par la commune de Cadix.